# Titanoeca flavicoma
Titanoeca flavicoma är en spindelart som beskrevs av Ludwig Carl Christian Koch 1872. Titanoeca flavicoma ingår i släktet Titanoeca och familjen stenspindlar. Inga underarter finns listade i Catalogue of Life.